# Tscharikar
Tscharikar (auch: Askandria-e-Qafqaz oder Askandria Paro paizad; چاریکار, DMG Čārīkār) ist eine Stadt in Afghanistan. Sie ist die Hauptstadt der Provinz Parwan und liegt rund 65 km nördlich von Kabul am Übergang der Straße nach Masar-e Scharif über den Fluss Pandschschir am Fuß des Hindukusch in einer Höhe von 1600 Metern.
Tscharikar hatte 2022 laut offizieller Schätzung 69.110 Einwohner.

## Geschichte
Alexander der Große gründete 329 vor Christus in der Region die Stadt Alexandria ad Caucasum. Deren genaue Lokalisierung ist aber umstritten; sie wird in der Gegend von Tscharikar oder in der Region Bagram vermutet. Das Gebiet gehörte später zum Griechisch-Baktrischen Reich, dann zum Indo-Griechischen Königreich und dann zum Reich der Yuezhi.
Unter der Herrschaft Meandros I. blühte hier der Buddhismus auf. 
Im fünften Jahrhundert fielen die Hephtaliten von Norden her ein und eroberten die Stadt. Zu Beginn des 8. Jahrhunderts geriet Tscharikar unter die Herrschaft der Araber, die die Gegend in der Folge islamisierten. Vom 10. bis zum Ende des 12. Jh. gehörte die Stadt zum Reich der Ghaznawiden, 1221 erfolgte ein erster Einfall der Mongolen, 1398 stieß Timur über Tscharikar und Kabul nach Indien vor. 
In der Folge dominierten aber die indischen Einflüsse, da das Mogulreich seinen Machtbereich bis zum Hindukusch ausdehnen konnte, bis Mitte des 18. Jahrhunderts die Paschtunen ein eigenes Königreich begründeten. Eine britische Garnison, die in der Stadt stationiert war, wurde 1841 im Verlauf des Ersten anglo-afghanischen Krieges getötet. In den 1960er Jahren entstand nahe der Stadt Tscharikar in Golbahar Afghanistans größte Textilfabrik. Infolge der sowjetischen Invasion kam es um Tscharikar zu heftigen Kämpfen um die Kontrolle des nördlich der Stadt gelegenen Salang-Gebirgspasses durch den Hindukusch; die Mudschahedin besaßen im benachbarten Pandschschir-Tal eine Hochburg. 
Wichtigste Erzeugnisse aus Tscharikar sind neben Textilien vor allem Südfrüchte und Tonwaren, außerdem ist die Stadt bekannt für die Herstellung von Silberwaren und Besteck.
In der Gegend von Bagram befindet sich heute die Bagram Air Base, ein ehemaliger Militärstützpunkt der USA.